# Mercedes Hoyos
Mercedes Díaz Hoyos (Sevilla, 26 de abrilde 1964) es una actriz, periodista y presentadora de televisión española.

## Trayectoria
Comienza su trayectoria profesional en 1980en Radio Andalucía de El Correo de Andalucía, donde estuvo trabajando durante ocho años y posteriormente en Radio 80 y Antena 3 Radio.
En 1985 obtiene la licenciatura en Ciencias de la Información en Periodismo por la Facultad de Comunicación (Universidad de Sevilla). Posteriormente durante cinco años trabaja en RTVE Andalucía, donde presenta los programas 40 º a la sombra, Nuestro, Ni te cases ni te embarques, Ocho provincias, Hoy mismo y El Palenque en La 2 de Televisión Española y realiza colaboraciones para Por la mañana presentado por Jesús Hermida en La 1 de Televisión Española.
Desde 1989 es actriz de doblaje, doblando a actrices como Michelle Pfeiffer, Sean Young, Julia Ormond, Gwyneth Paltrow, M. Louise Parker, Margot Hemingway, Margot Fontaine, Mira Sorvino, Daryl Hannah, Mena Suvari, Jennifer Beals, Alexandra Paul, Marilyn Monroe, Jane Fonda, Jamie Lee Curtis, Loretta Young, Ginger Rogers, Janet Leigh, Gloria Reuben, Gloria Stuart, Jane Seymour, Ann Baxter o Miriam Hopkins.
A finales de los años 1980 participa en el programa El videófono de La 2 de TVE, donde realiza gags de humor. En 1989 participa en la serie Juncal de Televisión Española en el papel de Isabel. Dos años más tarde aparece en la serie Las chicas de hoy en día, dirigida por Fernando Colomo para TVE.
En 1993 comienza a ser directora de doblaje de películas, series de televisión o documentales, desde Mass Media, Surco, Alta Frecuencia y Olea y Picón, de Sevilla, y Estudios Abaira en Madrid. También ha realizado el ajuste de todos los guiones que ha dirigido. Paralelamente ha impartido la formación de actores de doblaje durante dos años en cursos académicos homologados por la Junta de Andalucía. 
Entre 1993 y 1994 presenta el programa Te tomo la palabra en Canal Sur TV y posteriormente y en la misma cadena el programa Primavera.
Entre 1998 y 1999 interpreta a Amparo en la serie Plaza alta de Canal Sur Televisión durante más de 250 episodios. En 1999 participa en la serie Mediterráneo emitida por Telecinco, protagonizada por Ana Duato, con la cual coincidiría seis años más tarde en Cuéntame cómo pasó.
Durante estos años condujo el programa Cine.Dos en la recién nacida segunda cadena de televisión pública de Andalucía, Canal 2 Andalucía.
En 2004 participa en El comisario y en Hospital Central. En 2005 se incorpora al reparto recurrente de Cuéntame cómo pasó en La 1 de Televisión Española como Yolanda, la madre de Karina (Elena Rivera), personaje que interpretó irregularmente a lo largo de 13 años durante 23 episodios.
Entre 2007 y 2008 participó en el spin-off de Arrayán, Rocío casi madre en Canal Sur Televisión como Remedios. En 2008 participa de nuevo en Hospital central y realiza una aparición en la serie Maitena: Estados alterados.
En 2010 forma parte del reparto de los telefilmes Raphael: una historia de superación personal y El pacto. Durante ese año y 2011 es Clara, la madre de Olivia, en la serie La pecera de Eva.
Desde 2014 tiene su propia productora de doblaje, Dasara Producciones, realizando entre otros, el doblaje al español de la serie turca Tierra amarga (Bir Zamanlar Çukurova) emitida en España por Antena 3 durante más de año y medio. Es vicepresidenta de la Academia de Cine de Andalucía.
En 2014 participa en la serie Sin identidad de Antena 3; en 2016 en Allí abajo y en 2017 en La que se avecina y Perdóname, Señor. En 2018 formó parte del elenco de la serie Amar es para siempre de Antena 3 durante 59 episodios.

### Vida privada
Tiene dos hijos, Pablo y Lucía Paredes, que son actores al igual que su hermana Lucía Hoyos. Es sobrina de la bailaora Cristina Hoyos.